# إريك جيمس (لاعب كريكت)
اريك جيمس (27 فبراير 1923 في أستراليا - 28 مارس 1999 في أستراليا) (بالإنجليزية: Eric James)‏ هو لاعب كريكت أسترالي. لعب مع فريق غرب أستراليا للكريكت ‏.

## وصلات خارجية
- اريك جيمس (لاعب كريكت) على موقع إي آس بي آن كريك إنفو (الإنجليزية)